# Vitor Ramalho

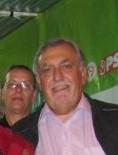
Vitor Ramalho

Vitor Manuel Sampaio Caetano Ramalho (Angola, 1948) é um político português, que foi secretário-geral da União das Cidades Capitais Luso-Afro-Américo-Asiáticas (UCCLA) entre 2013 e 2024.

## Carreira
Licenciado em Direito, pela Faculdade de Direito da Universidade de Lisboa. Conhecedor da realidade dos países de expressão portuguesa, já desempenhou diversos cargos, como Secretário de Estado do Trabalho, consultor da Casa Civil do Presidente da Republica, Secretário de Estado Adjunto do Ministro da Economia, presidente do Grupo Parlamentar de Amizade Portugal-Angola, presidente da 11.ª Comissão da Assembleia da República e Presidente do Núcleo Nacional do Fórum dos Parlamentares de Língua Portuguesa, presidente da INATEL, presidente de várias Associações Lusófonas, coorganizador do I congresso dos Quadros Angolanos no Exterior, vice-presidente da Cruz Vermelha Portuguesa e presidente da Associação Académica da Faculdade de Direito de Lisboa (1969).

## Cargos exercidos
- Deputado na VIII, IX e X Legislatura pelo círculo de Vila Real da VIII legislatura e pelo círculo de Setúbal na últimas;
- Professor Convidado na Universidade Autónoma de Lisboa
- Secretário de Estado do Trabalho do IX Governo Constitucional (1984-85)
- Secretário de Estado Adjunto do Ministro da Economia (Set.1997-Set.2000)
- Consultor do Primeiro Ministro (1996-97)
- Consultor
- Membro da Comissão Política do PS;
- Consultor da Casa Civil do Presidente da República (1985-1995);
- Membro da Direção da Cruz Vermelha Portuguesa;
- Advogado.

## Condecorações
- Grau de Grande-Oficial da Ordem do Infante D. Henrique de Portugal (13 de fevereiro de 1996)[1]
- Grau de Grande-Oficial da Ordem do Mérito da República Federal da Alemanha (18 de maio de 1999)[2]
- Banda (grau de Grã-Cruz) da Ordem da Águia Asteca do México (23 de março de 2000)[2]
- Grau de Grã-Cruz da Ordem do Infante D. Henrique de Portugal (20 de novembro de 2024)[1]

## Obras Publicadas
- As Convenções e Recomendações da O.I.T. Ratificadas por Portugal (Ed. O Século)
- As Partes e a Reforma do Código do Processo do Trabalho (Edição do Autor)
- África - que Futuro? (Ed. Cosmos)
- A Dança do Fogo;
- Identidade e Globalização
- Questões de Direito do Trabalho;
- A Memória do Futuro (Ed. Europa-América)
- Crónica de Uma Amizade Fixe (Ed. Circulo de Leitores)